# Mukasa
Mukasa är den högste guden hos Bugandafolket i Afrika.
Mukasa anses ansvarig för tvillingfödslar och förbinds med andra andeväsen som råder över hav och spådomar.